# Rhadinaea fulvivittis
Rhadinaea fulvivittis este o specie de șerpi din genul Rhadinaea, familia Colubridae, descrisă de Cope 1875. A fost clasificată de IUCN ca specie vulnerabilă. Conform Catalogue of Life specia Rhadinaea fulvivittis nu are subspecii cunoscute.